# Крепкий орешек 2
«Крепкий орешек 2» (англ. Die Hard 2, другое название англ. Die Hard 2: Die Harder) — американский остросюжетный боевик 1990 года и вторая лента франшизы «Крепкий орешек». Фильм был выпущен 4 июля 1990 года. Режиссёром фильма стал Ренни Харлин, а сценарий написали Стивен де Соуза и Даг Ричардсон. В главной роли Брюс Уиллис — в роли Джона Макклейна. В фильме также снялись: Бонни Беделиа, Уильям Сэдлер, Арт Эванс, Уильям Атертон, Франко Неро, Деннис Франц, Фред Томпсон, Джон Эймос и Реджинальд Велджонсон.
Как и в первом фильме, действие происходит в канун Рождества. Макклейн ждёт, когда его жена приземлится в международном аэропорту Вашингтон Даллас, но тут террористы захватывают аэропорт и берут на себя систему управления воздушным движением. Маклейн должен остановить бандитов до того, как у самолёта его жены и нескольких других прибывающих рейсов, которые кружат по небу, закончится топливо. Герою мешают полиция аэропорта и армейский командир, никто из которых не хочет его помощи.
Фильм получил в целом положительные отзывы от критиков, хваливших действие и тон повествования, но критиковавших сюжетные проблемы.
Впоследствии были выпущены продолжения «Крепкий орешек 3: Возмездие» (1995), «Крепкий орешек 4.0» (2007) и «Крепкий орешек: Хороший день, чтобы умереть» (2013).

## Сюжет
Через два года после событий в «Накатоми Плаза» (англ. Nakatomi Plaza), в канун Рождества 1990 года полицейский, теперь уже лос-анджелесский, Джон Макклейн ждёт прибытия своей жены Холли в Вашингтонском международном аэропорту имени Даллеса. Репортёр Ричард Торнберг, который раскрыл личность Макклейна во время событий в «Накатоми», летит одним самолётом с Холли (Lockheed L-1011 TriStar, рейс North East Airlines-140).
В баре аэропорта Макклейн замечает двух мужчин в армейской одежде, несущих какой-то пакет; у одного из них с собой оружие. Заподозрив неладное, он направляется следом за ними в отдел обработки багажа. В ходе завязавшейся перестрелки Макклейн убивает одного из них, но второй убегает. Связавшись по телефону с сержантом Элом Пауэлом, Макклейн узнаёт от него, что погибший был наёмником и уже два года считается погибшим. Понимая, что опасный преступник появился в аэропорту не просто так, он докладывает о своих подозрениях начальнику полиции аэропорта Кармайну Лоренцо, но тот отказывается его слушать и выставляет из своего кабинета.
Тем временем бывший военный полковник Стюарт и члены его подразделения организовывают свою базу в церкви около аэропорта, убив сторожа. Они захватывают систему УВД, отключают связь с авиалайнерами и берут под контроль весь аэропорт. Их цель — спасение генерала Рамона Эсперансы, наркобарона и диктатора государства Вальверде, которого экстрадируют в США для передачи в суд за участие в наркобизнесе. Стюарт требует грузовой самолёт Boeing 747 для побега из страны и угрожает созданием проблем с безопасностью и дальнейшими проблемами в работе систем аэропорта. Узнав об этом, Макклейн осознаёт, что Холли находится в одном из летящих к аэропорту самолётов, авиатоплива в котором не хватит для посадки в другом аэропорту, и решает начать собственную борьбу против террористов.
Главный инженер аэропорта Лесли Барнс направляется к внешней антенне вместе с группой спецназа, чтобы восстановить контакт с самолётами, но четверо террористов под видом маляров устраивают им засаду. В результате погибают все пять спецназовцев и один наёмник. Подоспевший Макклейн спасает Барнса, убивая О’Рейли и остальных оставшихся у места бойни членов группировки. Узнав об этом, Стюарт от имени диспетчера даёт одному из авиалайнеров (Douglas DC-8, рейс Windsor Air-114 из Лондона) команду садиться и выставляет для него показания высоты уровня моря на 200 футов (60 метров) ниже действительного. Макклейн, рискую жизнью, пытается дать визуальный сигнал пилотам, но из-за плохой погоды те слишком поздно замечают его, и рейс 114 с 230 пассажирами на борту на глазах Макклейна врезается в землю и взрывается.
В аэропорт Даллеса прибывает группа спецназа во главе с майором Грантом. С помощью рации, взятой у мёртвого наёмника, Макклейн узнаёт о том, что Эсперанса захватил контроль над своим самолётом (ХС-123А, переделанный Fairchild C-123 Provider — вместо 2 винтовых двигателей поставлены 4 реактивных) и идёт на посадку. Джон добирается до него раньше наёмников Стюарта и ранит Эсперансу, но террористам удаётся заблокировать его в пилотской кабине. Они расстреливают самолёт и забрасывают кабину гранатами, но за секунду до взрыва Макклейн успевает сесть в кресло пилота и катапультироваться из кабины.
Макклейн и Барнс вместе обнаруживают базу террористов и сообщают о ней Гранту. По прибытии спецназа все террористы сбегают на снегоходах. Макклейн преследует их, в ходе перестрелки захватывает автомат одного из наёмников, и понимает, что патроны в магазине холостые, и наёмники использовали их, чтобы не ранить спецназовцев, а, значит, спецназовцы состоят с ними в сговоре. Джон возвращается к Лоренцо и в ходе очередной перепалки убеждает его отправить людей на перехват самолёта Boeing 747. Лоренцо снова не желает слушать Макклейна, но тот прямо в его кабинете устраивает стрельбу холостыми патронами, после чего шокированный Лоренцо поднимает всех в ружьё для поимки террористов.
Барнс организует для экипажей самолётов трансляцию, о которой не знают захватчики. В ходе трансляции он разъясняет пилотам ситуацию в аэропорту, а находящийся в самолёте Торнберг подслушивает эту трансляцию и транслирует её в адрес своего телеканала, который в свою очередь транслирует её в прямом эфире. Информация о захвате аэропорта приводит к панике среди пассажиров и встречающих, которые в спешном порядке бегут из здания аэропорта, из-за чего полиция не успевает добраться до самолёта, на котором собираются улететь наёмники, спецназовцы и Эсперанса. Холли, найдя прятавшегося в туалете Торнберга, вырубает его шокером.
Макклейн находит репортёра Саманту Коулмен и вместе с ней и её оператором на их вертолёте добирается до самолёта бандитов. Он спрыгивает на крыло самолёта и запихивает свою куртку под элероны на левом крыле, таким образом блокируя их и не позволяя самолёту взлететь. Не имея возможности стрелять из-за риска пробить топливные баки, Грант выходит на крыло, но в драке с Джоном срывается вниз и попадает в турбину самолёта. После этого на крыло выходит сам Стюарт и в ходе борьбы сбрасывает Макклейна с самолёта, но тот, падая, срывает клапан аварийного сброса авиатоплива, которое, выливаясь, создаёт на снегу дорожку. Лёжа на полосе, Джон произносит свою фирменную фразу и поджигает дорожку из топлива своей зажигалкой. Огонь догоняет взлетающий самолёт, тот взрывается, и все бандиты погибают, а догорающая дорожка становится ориентиром для самолётов, заходящих на посадку. Самолёт с Холли удачно приземляется в аэропорту, откуда её и Макклейна забирает уборщик по имени Марвин.

## В ролях
| Актёр         | Роль                    |
| ------------- | ----------------------- |
| Брюс Уиллис   | Джон Макклейн           |
| Бонни Беделиа | Холли Дженнеро-Макклейн |

| Актёр             | Роль                                 |
| ----------------- | ------------------------------------ |
| Уильям Сэдлер     | полковник Стюарт                     |
| Франко Неро       | генерал и наркодилер Рамон Эсперанса |
| Джон Эймос        | глава спецотряда, майор Грант        |
| Дон Харви         | помощник Стюарта Гарбер              |
| Тони Ганиос       | Бэйкер                               |
| Питер Нельсон     | Томпсон                              |
| Джон Костелло     | сержант Осваль Кокрейн               |
| Вонди Кёртис-Холл | Миллер                               |
| Роберт Патрик     | О’Рейли                              |
| Джон Легуизамо    | Бёрк                                 |
| Том Верика        | Кан                                  |
| Кен Болдуин       | Малки                                |
| Марк Бун младший  | Шокли                                |
| Мик Каннингэм     | Шелдон                               |

| Актёр           | Роль                                                           |
| --------------- | -------------------------------------------------------------- |
| Фред Томпсон    | начальник аэропорта Трюдо                                      |
| Деннис Франц    | начальник полиции аэропорта, капитан Кармайн Лоренцо брат Вито |
| Роберт Костанцо | сержант полиции аэропорта Вито Лоренцо брат Кармайна           |
| Арт Эванс       | главный инженер аэропорта Лесли Барнс                          |
| Том Боуэр       | уборщик Марвин                                                 |
| Лорен Летерер   | девушка на ресепшене                                           |

| Актёр                 | Роль                                             |
| --------------------- | ------------------------------------------------ |
| Уильям Атертон        | репортёр Ричард Торнберг                         |
| Шейла Маккарти        | репортёр Саманта Коулмен                         |
| Реджинальд Велджонсон | сержант Эл Пауэл полицейский из Лос-Анджелеса    |
| Колм Мини             | КВС рейса Windsor Air-114                        |
| Майкл Френсис Кларк   | КВС рейса Northeast Air-140 plane                |
| Вэнс Валенсия         | КВС военного самолёта                            |
| Аманда Хиллвуд        | стюардесса рейса Northeast Air-140 plane         |
| Фелисити Ватерман     | стюардесса рейса Northeast Air-140 plane         |
| Том Эверетт           | навигатор рейса Northeast Air-140 plane          |
| Джинн Бейтс           | пожилая пассажирка рейса Northeast Air-140 plane |
| Билл Смилли           | смотритель церкви                                |

## Факты
- Кинолента стала первым в истории фильмом, в котором оцифрованные декорации комбинировались с натурными съёмками (сцена с несколькими приземлившимися самолётами перед финальными титрами)[3][4].
- Упоминание по ходу действия фильма вымышленной латиноамериканской страны Вальверде является отсылкой к фильму «Коммандо» (1985), продолжением которого по первоначальному плану должен был стать «Крепкий орешек»[5][6], а вся сюжетная линия с генералом Эсперансой — отсылкой к свержению Соединёнными Штатами панамского диктатора, генерала Мануэля Норьеги в декабре 1989 года.[источник не указан 1072 дня]
- Компания «Black & Decker[англ.]» заплатила продюсерам за то, чтобы в одной из сцен с участием Брюса Уиллиса было продемонстрировано использование беспроводной дрели этой компании. При монтаже данная сцена была признана неудачной и вырезана, в результате чего «Black & Decker» подала в суд на «20th Century Fox», что стало первым судебным процессом по поводу продакт-плейсмента в кино. Стороны урегулировали спор без судебного разбирательства.[источник не указан 1072 дня]
- В «Крепком орешке» сержант Пауэл напевал песню «Let It Snow!». Эта же песня в исполнении Вона Монро звучит в концовках первого и второго фильмов. Другая важная составляющая саундтрека — музыка из симфонической поэмы Яна Сибелиуса «Финляндия»; включение её в фильм было идеей режиссёра Ренни Харлина, уроженца Финляндии.[источник не указан 1072 дня]